# هانز فاسناخت
هانز فاسناخت (آلمانی: Hans Fassnacht؛ زادهٔ ۲۸ نوامبر ۱۹۵۰) شناگر اهل آلمان است.
وی همچنین برندهٔ جوایزی همچون شخصیت ورزشی سال آلمان شده‌است.
وی در مسابقات کشوری و بین‌المللی در مجموع برندهٔ ۳ مدال طلا، ۴ مدال نقره شده‌است.